# Короткий срок 12
«Короткий срок 12» (англ. Short Term 12) — кинофильм режиссёра Дестина Креттона, вышедший на экраны в 2013 году.

## Сюжет
Грейс — сотрудница центра для временного содержания неблагополучных подростков (так называемый «отдел 12»). Главная задача социальных работников — обеспечить безопасность детей, которые зачастую имеют психологические проблемы или ведут себя агрессивно. Грейс любит помогать детям и счастлива со своим парнем Мейсоном, тоже работающим в этом учреждении. Однако в прошлом ей тоже пришлось многое пережить, поэтому, когда она узнаёт, что беременна, поначалу решает избавиться от ребёнка. Вскоре у неё появляется новая подопечная по имени Джейден, чьи семейные проблемы столь живо напоминают Грейс о прошлом, что она решает во что бы то ни стало помочь девочке…

## В ролях
- Бри Ларсон — Грейс
- Джон Галлахер мл. — Мейсон
- Кейтлин Девер — Джейден
- Рами Малек — Нейт
- Лейкит Стэнфилд — Маркус
- Кевин Эрнандес — Луис
- Стефани Беатрис — Джессика
- Мелора Уолтерс — доктор Хендлер
- Франц Тёрнер — Джек
- Диана-Мария Рива — сестра Бет

## Награды и номинации
- 2013 — четыре приза кинофестиваля в Локарно: лучшая актриса (Бри Ларсон), приз экуменического жюри, приз молодёжного жюри и специальное упоминание (все — Дестин Креттон).
- 2013 — приз зрительских симпатий на Гентском и Вальядолидском кинофестивалях.
- 2013 — приз за лучший фильм на Таллиннском кинофестивале.
- 2013 — попадание в десятку лучших независимых фильмов года по версии Национального совета кинокритиков США.
- 2013 — номинация на премию «Спутник» за лучшую песню («So You Know What It’s Like»).
- 2013 — три номинации кинофестиваля в Сиэтле: лучший фильм, лучший режиссёр (обе — Дестин Креттон), лучшая актриса (Бри Ларсон).
- 2014 — премия «Независимый дух» за лучший монтаж (Нэт Сандерс), а также номинации за лучшую женскую роль (Бри Ларсон) и за лучшую мужскую роль второго плана (Кит Стэнфилд).